# Bullock County
Bullock County is een county in de Amerikaanse staat Alabama.
De county heeft een landoppervlakte van 1.619 km² en telt 11.714 inwoners (volkstelling 2000). De hoofdplaats is Union Springs.

## Bevolkingsontwikkeling

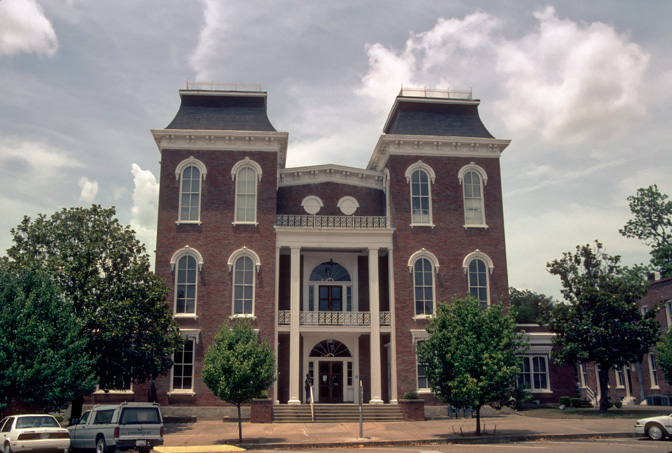
Bullock County Courthouse